# Ocotea canaliculata
Ocotea canaliculata là loài thực vật có hoa trong họ Nguyệt quế. Loài này được (Rich.) Mez miêu tả khoa học đầu tiên năm 1889.